# 酢酸銅(I)
酢酸銅(I)（さくさんどう、 Copper(I) acetate）は銅(I)の酢酸塩である。組成式 C2H3CuO2、式量 122.59 で、Cu(CH3COO)、CuOAc と書き表す。二量体 Cu2(CH3COO)2 を基本単位とする無色針状晶で融点250℃（分解）。CAS登録番号は、[598-54-9]。水溶液は不安定で、酸化銅(I)に分解する。ピリジンや酢酸に溶ける。

## 合成
酢酸銅(II) を昇華させたり、金属銅と反応させると酢酸銅(I)が生じる。酸化銅(I)を酢酸中で無水酢酸と反応させても酢酸銅(I)が得られる。
(CH
3COO)
2Cu + Cu  →  2 CH
3COOCu
(CH
3CO)
2O + Cu
2O  →  2 CH
3COOCu

## 用途
ハロゲン化アルケニルをピリジンやアセトニトリル溶媒中で酢酸銅(I)と加熱し、酢酸アルケニル誘導体へ変換する手法が知られる。